# Alfredo Foni
Alfredo Foni (Údine, 20 de enero de 1911-Breganzona, Suiza, 28 de enero de 1985) fue un futbolista y director técnico italiano. Se desempeñaba en la posición de defensa.

## Selección nacional
Fue internacional con la selección de fútbol de Italia en 23 ocasiones. Debutó el 3 de agosto de 1936, en un encuentro ante la selección de los Estados Unidos que finalizó con marcador de 1-0 a favor de los italianos.

### Participaciones en Copas del Mundo
| Mundial                        | Sede    | Resultado |
| ------------------------------ | ------- | --------- |
| Copa Mundial de Fútbol de 1938 | Francia | Campeón   |

## Clubes

### Como futbolista
| Club           | País   | Año         |
| -------------- | ------ | ----------- |
| Udinese Calcio | Italia | 1927 - 1929 |
| S. S. Lazio    | Italia | 1929 - 1931 |
| Calcio Padova  | Italia | 1931 - 1934 |
| Juventus F. C. | Italia | 1934 - 1947 |
| F. C. Chiasso  | Suiza  | 1948 - 1949 |

### Como entrenador
| Equipo              | País   | Año         |
| ------------------- | ------ | ----------- |
| Venezia F. C.       | Italia | 1947 - 1948 |
| A. S. Casale        | Italia | 1949 - 1950 |
| A. C. Pavia         | Italia | 1950 - 1951 |
| U. C. Sampdoria     | Italia | 1951 - 1952 |
| Inter de Milán      | Italia | 1952 - 1955 |
| Selección de Italia | Italia | 1954 - 1958 |
| Bologna F. C.       | Italia | 1958 - 1959 |
| A. S. Roma          | Italia | 1959 - 1961 |
| Udinese Calcio      | Italia | 1961 - 1962 |
| A. S. Roma          | Italia | 1963        |
| Selección de Suiza  | Suiza  | 1964 - 1967 |
| Inter de Milán      | Italia | 1968 - 1969 |
| A. C. Bellinzona    | Suiza  | 1970 - 1971 |
| A. C. Mantova       | Italia | 1972 - 1973 |
| A. C. Lugano        | Suiza  | 1973 - 1974 |
| A. C. Lugano        | Suiza  | 1976 - 1977 |

## Palmarés

### Campeonatos nacionales
| Título       | Club           | Año  |
| ------------ | -------------- | ---- |
| Serie A      | Juventus F. C. | 1935 |
| Coppa Italia | Juventus F. C. | 1938 |
| Coppa Italia | Juventus F. C. | 1942 |

### Campeonatos internacionales
| Título                 | Equipo              | Sede    | Año  |
| ---------------------- | ------------------- | ------- | ---- |
| Juegos Olímpicos       | Selección de Italia | Berlín  | 1936 |
| Copa Mundial de Fútbol | Selección de Italia | Francia | 1938 |

### Campeonatos nacionales
| Título  | Club           | Año  |
| ------- | -------------- | ---- |
| Serie A | Inter de Milán | 1953 |
| Serie A | Inter de Milán | 1953 |